# Turner Construction
Turner Construction gehört zu den größten Bauunternehmen in den Vereinigten Staaten mit Firmensitz in New York City, New York. Henry Chandlee Turner (1871–1930) gründete 1902 das Unternehmen. 1999 wurde Turner von der deutschen Hochtief übernommen, die dort ihr Nordamerikageschäft konsolidierte.

## Große Projekte von Turner Construction
New York
- New Yankee Stadium: New York

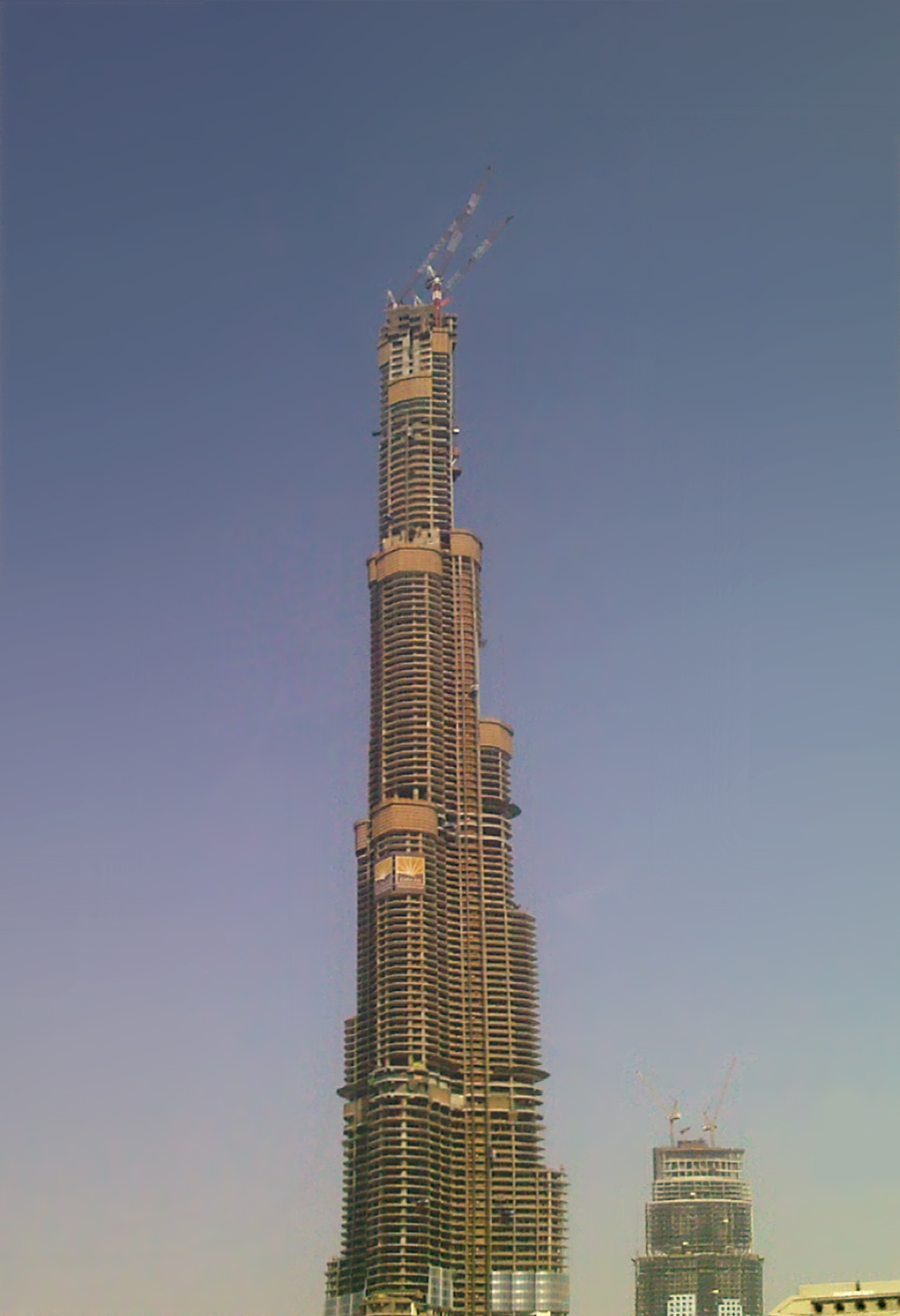
Burj Khalifa, Dubai, Vereinigte Arabische Emirate
21. Juli 2007, der Burj Khalifa ist das höchste Gebäude der Welt

- Lincoln Center for the Performing Arts: 65th Street Redevelopment Project
- Memorial Sloan-Kettering Cancer Center: New York
- Hearst Tower, New York City

- World Trade Center Clean-up: New York
- Madison Square Garden: New York, 1967
- JP MorganChase Building: New York
- Jazz at Lincoln Center: New York
- Citicorp Building: New York
- Pfizer Technical Development Facility: New York

US-amerikanischer Mittlerer Westen
- Kansas Speedway: Kansas
- United Airlines Terminal 1: Chicago, Illinois
- Art Institute of Chicago: The Modern Wing
- Aon Center (Chicago)
- The Adaptive Re-use of Soldier Field: Chicago, Illinois
- Lambeau Field Redevelopment: Green Bay, Wisconsin

Cleveland
- Erieview Tower 1963–1964
- IMG Center 1964–1965
- AmTrust 1966–1968
- AT Tower 1969–1971
- Justice Center 1972–1976
- Eaton Center 1980–1983
- One Cleveland Center 1980–1983
- Key Tower 1988–1992
- Rock and Roll Hall of Fame 1992–1995
- Progressive Field 1992–1994
- Cleveland Browns Stadium 1996–1999

US-amerikanischer Nordosten
- National Constitution Center: Museum in Philadelphia, Pennsylvania
- Lincoln Financial Field: Philadelphia, Pennsylvania
- Tokeneke School: Elementary school in Darien, Connecticut, Frühjahr 2007
- One Logan Square: Hohes Gebäude in Philadelphia, Pennsylvania, vollendet 1983
- United States Patent and Trademark Office: Alexandria, Virginia
- Johns Hopkins School of Medicine, Research Building: Baltimore, Maryland
- Granby Tower: Norfolk, Virginia, Juli 2007

Los Angeles
- SoFi Stadium, Inglewood, California[2]
- U.S. Bank Tower: Los Angeles, California

US-amerikanische Westküste
- Rose Garden Arena: Portland, vollendet 1995
- Fred Hutchinson Cancer Research Center Phase IV: Seattle, Washington
- CenturyLink Field: Football-Stadion in Seattle, Washington
- 555 Mission Street: San Francisco Kalifornien, Projekt begann 2007
- Rhone-Poulenc Rorer/Central Research Facility and World Headquarters
- Pat Lobb Toyota
- Husky Stadium: Umbau 2011–2013

Internationale Projekte
- Al Hamra Tower: Hochhaus im Bau in Kuwait, Kuwait
- Burj Khalifa: Vereinigte Arabische Emirate
- Federation Tower: Hochhauskomplex gegenwärtig im Bau in Moskau, Russland
- Mubarak Centre: im Bau in Lahore, Pakistan
- Taiwan Taipei 101: Taiwan, 2004
- Taiwan Tuntex Sky Tower: Hochhaus in Kaohsiung City, Taiwan, vollendet 1996
- Al Faisaliyah Center: Riad, Saudi-Arabien, 1997 bis 2000